# Halictus bidens
Halictus bidens är en biart som beskrevs av Cameron 1905. Halictus bidens ingår i släktet bandbin, och familjen vägbin. Inga underarter finns listade i Catalogue of Life.